# Opanthribus
Opanthribus es un género de coleópteros polífagos de la familia Anthribidae. Contiene las siguientes especies:

## Especies
- Opanthribus albocingulatus	Frieser 2004
- Opanthribus albosetosus	Frieser 1992
- Opanthribus albosignatus	Frieser 2004
- Opanthribus aureofasciatus	Frieser 2004
- Opanthribus rubromaculatus	Frieser 2004
- Opanthribus scolytinus	Frieser 1981
- Opanthribus scutatus	Frieser 2004
- Opanthribus scymnoides	Frieser 1981
- Opanthribus stillinus	(Wolfrum 1961)
- Opanthribus submetallicus	(Wolfrum 1961)
- Opanthribus tessellatus
- Opanthribus trimaculatus	Senoh 1986
- Opanthribus undulatus	Frieser 2004